# ぼくのとなりに暗黒破壊神がいます。
『ぼくのとなりに暗黒破壊神がいます。』（ぼくのとなりにあんこくはかいしんがいます）は、亜樹新による日本の漫画作品。『月刊コミックジーン』（KADOKAWAメディアファクトリー）にて、2013年2月号から2020年5月号まで連載された。ツッコミ気質ながら他人に突っ込むことを屈辱とする主人公と彼を取り巻く中二病の面々のドタバタ騒ぎを描いたコメディ漫画。略称は「ぼくはか」。単行本の累計発行部数は50万部を突破している。
2016年よりドラマCD化、2020年にはテレビアニメ化などのメディアミックスが行われている。

## 登場人物
声の項はドラマCD版およびテレビアニメ版共通の声優。

### 主人公
小雪 芹（こゆき せり）
声 - 福山潤、赤﨑千夏（幼少期）
本作の主人公。本人は屈辱に思っているが、花鳥を含めた中二病の面々の問題行動や「構ってちゃん」、「ツッコミ待ち」、「誘い受け」に思わず反応してしまう超突込み厨。人一倍神経質な性格。基本的に花鳥たちにツッコミを入れることが多いが、彼らの暴走が酷い場合は鉄拳制裁を加える事もある。英語が苦手。夢は教師。誕生日は2月22日。

### 暗黒破壊神グループ
三刀矢高校の問題児集団。全員が中二病で他人に迷惑をかける事が多い。主に芹に絡んでは彼に突っ込まれることもある。
花鳥 兜（はなどり かぶと）
声 - 櫻井孝宏、川井田夏海（幼少期）
高校生になった今でも中学で卒業できなかった「病」を拗らせている。右目に掛けている黒い眼帯をはずすと謎のキャラ「暗黒破壊神ミゲル」が覚醒してしまう（という設定）。そのせいで周りに嫌がられている。にも関わらず、学年50位以内と成績はかなり良い。生粋のトラブルメーカーであり、主に芹が被害に遭う。誕生日は4月29日。
月宮 ウツギ（つきみや うつぎ）
声 - 木村良平、山根綺（幼少期）
芹と花鳥のクラスメイトで、花鳥の幼なじみ。心が読める（ように芹が感じている）。基本的に糸目だが、たまに目を開ける。一見穏やかだが中身はしたたかで計算高い。俗に言うサディスト。誕生日は12月12日。
君屋 ひびき（きみや ひびき）
声 - 代永翼
不幸体質で、自身を「死神ヒリウス」と称する少年。いつも大きな鎌のレプリカを持っている。1年生で、芹たちの後輩にあたる。内向的な性格で、自分と同じ類いの花鳥兜に憧れている。陰で小雪たちをランクづけしている。誕生日は5月9日。
最上 君影（もがみ きみかげ）
声 - 立花慎之介、長野佑紀（幼少期）
芹の幼なじみ。刀を所持している。鈴蘭は双子の妹。幼少時に受けた恩を今でも覚えており、芹のクラスに転校してくる。俗に言うドM。花鳥とは犬猿の仲で、度々衝突している。また、花鳥と似たようなタイプの時宗とも仲が悪い。誕生日は9月29日。
時宗 樒（ときむね しきみ）
声 - 鳥海浩輔、長妻樹里（幼少期）
花鳥の元バンド仲間で、彼と同じ中学校に通っていた男子生徒。花鳥同様中二病。今でも花鳥を付け回し、「とある事」を迫っているらしい。花鳥が拗ねるたびにフォローをすることがある。誕生日は6月17日。

### 芹の友人・知人たち
澄楚 琴子（すみそ ことこ）
声 - 茅野愛衣
温厚でおっとりした性格。芹が憧れている女の子だが、当の彼女は彼と花鳥の関係が気になって仕方ない模様。よく弁当を作っている。誕生日は11月14日。
最上 鈴蘭（もがみ すずらん）
声 - 生田善子
最上の双子の妹。タロットカードを用いた占いを得意とする。ウツギを崇拝している。常にゴスロリの服を着ている。誕生日は兄同様9月29日。
相津 鳴光（あいつ なりみつ）
声 - 増田俊樹
芹の友人。おばあちゃん思いなゲーム好き。デリカシーに欠けるため、芹の神経を逆撫ですることが多い。
八重（やえ）
声 - 赤崎千夏
琴子の幼馴染で親友。琴子を誰よりも気遣っており、芹が人違いで琴子を傷つけた一件から芹を始め花鳥達暗黒破壊神グループを警戒し、琴子に近づけないようにしている。

### その他
先生
声 - 近藤孝行
芹達のクラスの担任。本名不明。適当な反面、とても生徒思いな一面を持ち合わせている。
ケルベロス
声 - 赤﨑千夏
捨て犬。雨の日に花鳥に拾われる。花鳥曰く、かつて死線を共に潜り抜けた相棒、地獄の番犬ケルベロスとのことらしい。
ちか子
声 - 小倉唯
花鳥に懐く少女。母親（声 - 桑谷夏子）がいる。
ゴリ男
声 - 黒田崇矢
三刀矢高校の3年生。その厳つい風貌と鋭い目付きから通称「ゴリ ゴリ男」と呼ばれるが、本名は不明。実家が神社で、将来は跡を継ぐ予定だが、卒業後は視野を広げる為に別の宗教学校で学んでいる。
真拆はつゆき（まさき はつゆき）
声 - 佐藤拓也
ゴリ男の弟。身長も高く美形で、いつも琴子と一緒にいることから、「付き合っているのではないか」と芹が誤解したが、2人は幼馴染で、昔からゴリ男も含め一緒に遊んでいたことが判明。更に琴子の話から芹、花鳥が伝説の戦士（設定）であると知り、強い憧れを抱いている。
憶良万寿満（おくら ますみ）
芹達のクラスメイト。メガネを掛けている。体が弱く、保健室にいるか学校を休むことが多い。化粧が趣味で、メガネの下には芹や花鳥が絶叫するほど恐ろしい特殊メイクが施されている。他人にメイクを施すことも可能。
高須経子（たかす きょうこ）
相津、鈴蘭のクラスメイト。相津に想いを寄せているが、当の相津は持ち前の天然っぷりで気づく素振りもない。
藤（ふじ）
ひびきのクラスメイトで、彼を理解する同年代の数少ない友人。普段は物静かでクールな雰囲気だが、根は優しく、何かとひびきを気遣っている。
シュレディンガー
声 - 飯田里穂
月宮が飼っている猫。ケルベロスとはじゃれられてはシカトし最終的には蹴りを食らわすという芹と花鳥を彷彿とさせる関係性である。
デットブルの人の友達
長髪にサングラス、時宗のことを「しーちゃん」と呼ぶオネエ口調の謎の人物。
小雪奏平（こゆき そうへい）
30話から登場する芹の従兄弟。教師をやっている。芹からは「奏兄」と呼ばれている。

## 書誌情報
- 亜樹新『ぼくのとなりに暗黒破壊神がいます。』 KADOKAWA〈MFコミックス ジーンシリーズ〉、全12巻
  1. 2013年07月27日発売[10]、ISBN 978-4-04-066269-5
  2. 2014年01月27日発売[11]、ISBN 978-4-04-066258-9
  3. 2014年07月26日発売[12]、ISBN 978-4-04-066824-6
  4. 2015年02月27日発売[13]、ISBN 978-4-04-067274-8
  5. 2015年08月27日発売[14]、ISBN 978-4-04-067580-0
  6. 2016年03月26日発売[15]、ISBN 978-4-04-068233-4
  7. 2016年12月26日発売[16]、ISBN 978-4-04-068807-7
  8. 2017年08月26日発売[17]、ISBN 978-4-04-069362-0
  9. 2018年02月27日発売[18]、ISBN 978-4-04-069712-3
  10. 2018年10月25日発売[19]、ISBN 978-4-04-065193-4
  11. 2019年11月27日発売[20]、ISBN 978-4-04-064151-5
  12. 2020年04月27日発売[5]、ISBN 978-4-04-064495-0

## テレビアニメ
2020年1月から3月まで、AT-Xほかにて放送された。

### スタッフ
- 原作 - 亜樹新[6]
- 監督 - 濁川敦[6]
- シリーズ構成 - 高橋ナツコ[6]
- キャラクターデザイン - 中野裕紀[6]
- サブキャラクターデザイン - 山本周平、浦島美紀
- 衣装デザイン・プロップデザイン - 杉山友美
- 美術監督 - 李書九
- 美術設計 - 姜美香
- 色彩設計 - いわみみか。
- 撮影監督 - 赤尾英美
- 編集 - 新見元希
- CGディレクター - 柴田渉
- 音響監督 - 森下広人
- 音楽 - はらかなこ[6]
- 音楽プロデューサー - 近藤貴郎
- 音楽制作 - YTE
- プロデューサー - 佐藤友紀、瀬川昇、正木大督、宮本秀晃、黒須信彦、徐伊葭、吉田健人、岡田秀信、礒谷徳知、藁科知之、西村哲宣、佐々木秀太
- アニメーションプロデューサー - はとりあゆむ
- 制作 - EMTスクエアード[6]
- 製作 - YTE、KADOKAWA、EMTスクエアード、クランチロール、JY Animation、MAGNET、ビデオマーケット、AT-X、ビーイング、東映ビデオ

### 主題歌
「Take mo' Chance」
all at onceによるオープニングテーマ。作詞・作曲・編曲はRa-U。
「FREEDOMでムダに無敵!!」
A応Pによるエンディングテーマ。作詞・作曲・編曲は松坂康司。

### 各話リスト
| 話数   | サブタイトル         | 脚本       | 絵コンテ     | 演出     | 作画監督                                                               | 総作画監督          | 放送日         |
| ------ | -------------------- | ---------- | ------------ | -------- | ---------------------------------------------------------------------- | ------------------- | -------------- |
| 第1病  | Darlin' from hell    | 高橋ナツコ | 濁川敦       | 濁川敦   | 川添亜希子 畠山佳苗 太田悌記 中村浩一                                  | 中野裕紀            | 2020年 1月11日 |
| 第2病  | Eyes On Me           | 高橋ナツコ | 星野真       | 星野真   | 杉田葉子 関本美穂                                                      | 谷津美弥子          | 1月18日        |
| 第3病  | death wish           | リンリン   | 濁川敦       | 森田侑希 | 飯飼一幸 中島美子 兼子秀敬 K_production                                | 中野裕紀            | 1月25日        |
| 第4病  | Travel Rock          | 藤本冴香   | 中村哲治     | 嵯峨敏   | 薮田裕希 池津寿恵 塚本歩                                               | 谷津美弥子          | 2月1日         |
| 第5病  | Ghost of My Dream    | 高橋ナツコ | 濁川敦       | 東田夏実 | 太田悌記 畠山佳苗 川添亜希子 杉村苑美                                  | 杉村苑美            | 2月8日         |
| 第6病  | Brilliant Destiny    | 青谷真哲   | 朝岡卓矢     | 朝岡卓矢 | 塚本歩 畠山佳苗 川添亜希子 太田悌記 和田勝之 中村浩一                  | 中野裕紀 谷津美弥子 | 2月15日        |
| 第7病  | Blurry Eyes          | リンリン   | 竹之内和久   | 南康宏   | 杉田葉子 関本美穂                                                      | 谷津美弥子 杉村苑美 | 2月22日        |
| 第8病  | SWEET HEART MEMORY   | 高橋ナツコ | 森田侑希     | 森田侑希 | 中島美子 関本美穂 松下純子 K_production                                | 杉村苑美            | 2月29日        |
| 第9病  | So Merry Christmas   | 藤本冴香   | 中村憲由     | 栗井重紀 | 石原彩子 田内亜矢子 薮田裕希 杉村苑美                                  | 中野裕紀            | 3月7日         |
| 第10病 | Happy Happy Greeting | 青谷真哲   | 佐藤まさふみ | 東田夏実 | 太田悌記 塚本歩 畠山佳苗 小林雅和 杉村苑美                             | 杉村苑美            | 3月14日        |
| 第11病 | In the future        | リンリン   | 嵯峨敏       | 嵯峨敏   | 杉田葉子 田内亜矢子 石原彩子 大川美穂子 大久保歩美 永田善敬 渡辺るりこ | 谷津美弥子 杉村苑美 | 3月21日        |
| 第12病 | secret room          | 高橋ナツコ | 濁川敦       | 濁川敦   | 杉村苑美 上田恵理 塚本歩 川添亜希子 畠山佳苗 太田悌記 北村淳一         | 中野裕紀            | 3月28日        |

### 放送局
| 放送期間                | 放送時間                     | 放送局     | 対象地域 | 備考                                            |
| ----------------------- | ---------------------------- | ---------- | -------- | ----------------------------------------------- |
| 2020年1月11日 - 3月28日 | 土曜 21:00 - 21:30           | AT-X       | 日本全域 | 製作参加 / CS放送 / 字幕放送 / リピート放送あり |
| 2020年1月12日 - 3月29日 | 日曜 22:00 - 22:30           | TOKYO MX   | 東京都   |                                                 |
|                         | 日曜 23:30 - 月曜 0:00       | サンテレビ | 兵庫県   |                                                 |
| 2020年1月14日 - 3月31日 | 火曜 0:00 - 0:30（月曜深夜） | BSフジ     | 日本全域 | BS/BS4K放送 / 『アニメギルド』枠                |

| 配信開始日              | 配信時間        | 配信サイト |
| ----------------------- | --------------- | --- |
| 2020年1月12日           | 日曜 22:30 更新 | ビデオマーケット GYAO!ストア DMM.com music.jp COCORO VIDEO dアニメストア FOD Rakuten TV U-NEXT アニメ放題 TSUTAYA TV あにてれ HAPPY!動画 |
| 2020年1月13日           | 月曜 10:00 更新 | ビデックスJP |
|                         | 月曜 12:00 更新 | ふらっと動画 ジャンバリ.TVプレミアム |
| 2020年1月14日 - 3月31日 | 火曜 0:00 更新  | J:COMオンデマンド ビデオパス milplus |
| 2020年1月 -             | 不明            | Google Play |
| 不明                    |                 | AbemaTV Amazonプライム・ビデオ |

### BD / DVD
| 巻 | 発売日        | 収録話          | 規格品番   | 規格品番   |
| 巻 | 発売日        | 収録話          | BD         | DVD        |
| -- | ------------- | --------------- | ---------- | ---------- |
| 1  | 2020年3月11日 | 第1話 - 第3話   | BSZD-08231 | DSZD-08231 |
| 2  | 2020年4月8日  | 第4話 - 第6話   | BSZD-08232 | DSZD-08232 |
| 3  | 2020年5月13日 | 第7話 - 第9話   | BSZD-08233 | DSZD-08233 |
| 4  | 2020年6月10日 | 第10話 - 第12話 | BSZD-08234 | DSZD-08234 |